# Archophileurus fodiens
Archophileurus fodiens är en skalbaggsart som beskrevs av Hermann Julius Kolbe 1910. Archophileurus fodiens ingår i släktet Archophileurus och familjen Dynastidae. Inga underarter finns listade.